# Natuza Nery
Natuza Nery (São Paulo, 28 de abril de 1977) é uma jornalista, palestrante e podcaster brasileira. No Grupo Globo, onde trabalha, é comentarista de política no canal de notícias GloboNews e faz participações semanais na rádio CBN. É ainda colunista e podcaster no portal de notícias g1.
Anteriormente, Nery trabalhou para a agência de notícias Reuters e para o jornal Folha de S.Paulo, assim como participou do quadro "Meninas do Jô", no Programa do Jô, da TV Globo. Foi agraciada com Prêmio CNI de Jornalismo e um Prêmio Folha de Jornalismo, ambos por seu trabalho na Folha de S.Paulo.

## Biografia

### Vida pessoal
Natuza Nery nasceu em São Paulo, capital, filha de Dilene Barrêto e Neuber Nery. Ela mudou-se para Recife, Pernambuco, aos dois anos de idade com a mãe. Permaneceu lá até os dez anos de idade e depois disso ficou entre São Paulo e Recife. Aos quinze anos voltou a morar no Recife, onde permaneceu até os dezoito anos de idade.
Natuza estudou desenho industrial na Universidade Presbiteriana Mackenzie, em São Paulo, mas não concluiu o curso. Mudou-se para Brasília, Distrito Federal, e decidiu trocar de carreira. Ela formou-se em jornalismo pelo Centro Universitário de Brasília (CEUB).

### Carreira

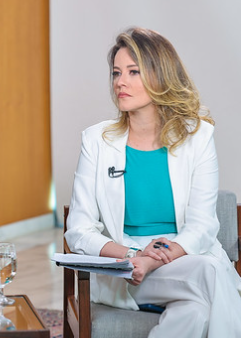
Natuza Nery em 2023

Natuza Nery trabalhou na agência de notícias Reuters, onde cobria política, agronegócio e economia. No período em que esteve na Reuters, teve seu primeiro furo jornalístico: no governo Lula, revelou que o Brasil emprestou dez bilhões de dólares para o Fundo Monetário Internacional (FMI), então um dos grandes credores do país. O empréstimo era um episódio inédito. No caso do Mensalão, publicou reportagem investigativa que revelou que os saques do publicitário Marcos Valério coincidiram com votações polêmicas no Congresso Nacional. Entre as coberturas notáveis de Nery enquanto esteve na Reuters, estão as primárias que culminaram na indicação de Barack Obama como candidato à Casa Branca pelo partido Democrata em 2008 e o terremoto no Haiti em 2010.
Em 2010, Nery começou a trabalhar como repórter na sucursal de Brasília do jornal Folha de S.Paulo; em 2013, passou para repórter especial e em 2015 assumiu a coluna Painel, substituindo a jornalista Vera Magalhães. Em seu período no jornal, cobria o Congresso Nacional e o governo federal.
Ainda na Folha de S.Paulo, foi convidada para participar do quadro semanal  "Meninas do Jô", do Programa do Jô da Rede Globo, no qual jornalistas comentavam as notícias de política mais relevantes da semana. Em fevereiro de 2017, Nery deixou a Folha de S.Paulo para trabalhar exclusivamente para o Grupo Globo. Ela é comentarista de política canal de notícias GloboNews, colunista e podcaster no portal de notícias G1, onde mantém o Blog da Natuza Nery e participa do podcast Papo de Política. Também faz participações semanais na Rádio CBN.
Nery também é palestrante nos temas de Economia e Política.

### Papo de Política
Em agosto de 2019, o G1 lançou o podcast Papo de Política, apresentado por Nery e pelas também jornalistas Andréia Sadi, Julia Duailibi e Maria Júlia Coutinho. No dia 9 de outubro de 2020, o podcast estreou na GloboNews em formato de vídeo, apresentado dentro da edição das 16 horas do Jornal da GloboNews.
| “                                                                        | O Papo de Política é o nosso queridinho. A gente gosta de fazer e sempre sai feliz. Levá-lo para a TV é a oportunidade de conversar com mais gente. Vamos entrar na casa das pessoas com a política sendo debatida por quatro mulheres. | ” |
| — Nery, sobre a estreia do Papo de Política na programação da GloboNews. | |   |

### O assunto
No dia 8 de novembro de 2022, Natuza Nery assumiu o comando do podcast O Assunto, pela saída de Renata Lo Prete, âncora do Jornal da Globo.

### Prêmios
Natuza Nery foi premiada duas vezes durante o tempo em que trabalhou no jornal Folha de S.Paulo.
Em 2013, Nery ganhou o Prêmio CNI de Jornalismo na categoria Impresso em Jornais pela série de reportagens "O Brasil que mais cresce", da Folha de S.Paulo. As reportagens mostravam municípios e regiões do país que apresentavam desempenho econômico acima da média e se desenvolviam em ritmo acelerado.
Em 2016, venceu o Prêmio Folha de Jornalismo com a entrevista do ex-ministro da Cultura Marcelo Calero, que resultou na demissão de Geddel Vieira Lima, então homem forte do governo Michel Temer. A reportagem era intitulada "Fora do governo, Calero acusa Geddel de pressioná-lo para liberar obra".
| Ano  | Prêmio                     | Categoria           | Trabalho indicado | Resultado |
| ---- | -------------------------- | ------------------- | --- | --------- |
| 2013 | Prêmio CNI de Jornalismo   | Impresso em Jornais | Série de reportagens "O Brasil que mais cresce", da Folha de S.Paulo                                                                                    | Vencedora |
| 2016 | Prêmio Folha de Jornalismo | —                   | Entrevista com ex-ministro da Cultura Marcelo Calero: "Fora do governo, Calero acusa Geddel de pressioná-lo para liberar obra", para a Folha de S.Paulo | Vencedora |